# Holodontium strictum
Holodontium strictum är en bladmossart som beskrevs av Ryszard Ochyra 1993. Holodontium strictum ingår i släktet Holodontium och familjen Dicranaceae. Inga underarter finns listade i Catalogue of Life.